# Jude Celestin
Jude Celestin é um político haitiano. É diretor executivo de planejamento de construção de estradas do governo de René Préval. Foi candidato à presidência do Haiti na eleição presidencial em 2010, sendo votado para o segundo turno do pleito, mas excluído após manobras da Comunidade Internacional que denunciaram uma suposta fraude na votação. Celestin foi excluído das cédulas de votação em favor do cantor e palhaço Michel Martelly, candidato favorito do então chefe da Minustah, Edmond Mulet. Martelly foi eleito meses depois.
Ele tentou novamente ser eleito para o cargo disputando com Jovenel Moise em 2016, sendo novamente derrotado no segundo turno.